# Harri Holkeri
Harri Hermanni Holkeri  KBE (Oripää, 6 de gener de 1937 - Oripää, 7 d'agost de 2011) fou un polític finlandès, provinent del Partit de la Coalició Nacional. Fou Primer ministre de Finlàndia des del 1987 fins al 1991. Fou candidat a les eleccions presidencials de Finlàndia de 1982 i de 1988. El 1998 se li va concedir el títol de conseller d'Estat i també fou president del seu partit entre 1971 i 1979.
De 2000 a 2001 fou president de l'Assemblea General de les Nacions Unides.